# Miomir Dašić
Pour les articles homonymes, voir Dašić.
Miomir Dašić, en serbe en écriture cyrillique : Миомир Дашић, né le 15 novembre 1930 à Berane (royaume de Yougoslavie) et mort le 28 octobre 2020 à Podgorica (Monténégro) est un historien monténégrin.